# Suhpalacsa ledranus
Suhpalacsa ledranus is een insect uit de familie van de vlinderhaften (Ascalaphidae), die tot de orde netvleugeligen (Neuroptera) behoort. 
Suhpalacsa ledranus is voor het eerst wetenschappelijk beschreven door Navás in 1914.